# Circoscrizione di Beyza
La circoscrizione di Beyza (in persiano بخش بیضا‎) è una circoscrizione (bakhsh) dello shahrestān di Sepidan, nella provincia di Fars in Iran. Al censimento del 2006, la sua popolazione era di 36.694 abitanti, suddivisa in 8.565 famiglie.  La circoscrizione comprende una città, Beyza e tre distretti ruarali (dehestan): Banesh, Beyza e Kushk-e Hezar.